# Ludvig av Hessen
Prins Ludvig av Hessen och Rhen (Ludwig Hermann Alexander Chlodwig, född 20 november 1908 och död 30 maj 1968, var yngste son till Ernst Ludvig av Hessen och hans andra hustru Eleonore av Solms-Hohensolms-Lich. 
Han efterträdde sin bror Georg Donatus som tronpretendent och överhuvud storhertigliga huset Hessen efter dennes död. Han gifte sig med Margaret Campbell Geddes (1913-1997) dotter till Auckland Geddes, 1:e Baron Geddes. De fick inga barn, men när hans äldre bror dött, adopterade de hans brorsdotter, prinsessan Johanna av Hessen (f. 1936) som dock avled 1939. 
Han adopterade också en avlägsen släkting Moritz av Hessen 1960 som efterträdde honom som överhuvud för huset Hessen enligt den överenskommelse som gjorts inom familjen.